# Da Yie
Da Yie è un cortometraggio belga realizzato da Anthony Nti nel 2019 .
È stato selezionato e premiato in molti festival, tra cui il Clermont-Ferrand International Short Film Festival dove ha ricevuto il Gran Premio della Giuria, La Guarimba International Film Festival dove è stato nominato per il miglior cortometraggio nella categoria Fiction, e al 2020 BAFTA Los Angeles Student Film Awards , dove è stato tra i finalisti. È inoltre selezionato nella “shortlist” dei film in corsa per l'Oscar per il miglior cortometraggio di finzione nel 2021 non riuscendo a rientrare nella cinquina finale. 

## Trama
In una giornata di sole in Ghana, due bambini salgono sull'auto di uno sconosciuto che li porta in giro. Tutti e tre vanno così d'accordo che "Bogah", lo sconosciuto inizia a mettere in discussione le sue intenzioni iniziali.

## Produzione
Questo film è stato prodotto da Anthony Nti, Chingiz Karibekov e Dimitri Verbeek.

## Distribuzione
Il cortometraggio è distribuito dalla società di distribuzione internazionale Salaud Morisset  .